# Zhamantuz Köli
Zhamantuz Köli är en saltsjö i Kazakstan.   Den ligger i oblystet Nordkazakstan, i den nordöstra delen av landet, 230 km nordost om huvudstaden Astana. Arean är 36 kvadratkilometer.